# Wesley Koolhof
Wesley Koolhof (n. 17 aprilie 1989) este un tenismen profesionist neerlandez specializat la dublu. Cea mai înaltă poziție în clasamentul ATP la dublu este locul 1 mondial, la 7 noiembrie 2022. A câștigat 16 titluri la dublu masculin.
Koolhof a câștigat primul său titlu de Grand Slam la dublu la Campionatele de la Wimbledon din 2023, alături de Neal Skupski, și la dublu mixt la Openul Franței din 2022, alături de Ena Shibahara. A ajuns în finala de dublu masculin de la US Open în 2020 și 2022, alături de partenerii Nikola Mektić și, respectiv, Neal Skupski. El a câștigat 17 titluri de dublu și dublu mixt în cariera sa pe circuitul ATP, inclusiv titlul ATP Finals 2020 cu Mektić și trei titluri ATP Masters 1000, cuprinzând Madrid Open, Canadian Open și Paris Masters, toate în 2022, cu Skupski.